# Coda di cavallo (acconciatura)

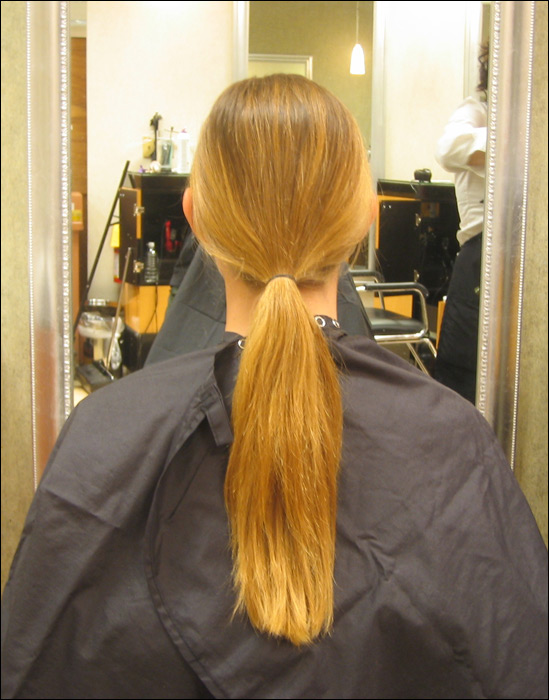
Una donna con una coda di cavallo

La coda di cavallo è un'acconciatura unisex, in cui i capelli vengono raccolti in almeno una ciocca, che prende appunto il nome di coda di cavallo.

## La coda di cavallo nelle donne
La coda di cavallo viene molto usata dalle donne.
Infatti, avendo, la maggioranza delle donne, i capelli lunghi, si ha una maggiore pratica di raccolta dei capelli nelle donne.
Spesso, con l'abito elegante, viene usata una sua variante: lo chignon (coda raccolta a gomitolo).

## La coda di cavallo negli uomini
Durante la guerra del Vietnam molti uomini iniziarono la pratica di farsi crescere i capelli. La pratica si espanse a macchia d'olio grazie anche ad idoli dei giovani come Steven Seagal o Roberto Baggio, che sfoggiavano code di cavallo, rispettivamente, in ambito cinematografico e calcistico.
Negli ultimi decenni anche i giovani con i capelli corti usano raccoglierli in una piccola coda, chiamata appunto codino.
Altra pratica odierna è il rattail, cioè i capelli corti, ma con una ciocca lunga.